# Olga E. Custodio
 Trung tá Olga E. Custodio (sinh năm 1953) là cựu sĩ quan Không quân Hoa Kỳ, người đã trở thành nữ phi công quân sự gốc Tây Ban Nha đầu tiên của Mỹ. Bà là người phụ nữ gốc Tây Ban Nha đầu tiên hoàn thành khóa huấn luyện phi công quân sự của Không quân Hoa Kỳ. Sau khi nghỉ hưu khỏi quân đội, bà trở thành một trong những nữ cơ trưởng hãng hàng không thương mại gốc Tây Ban Nha đầu tiên.

## Những năm đầu
Custodio được sinh ra ở San Juan, Puerto Rico. Cha của bà là một trung sĩ trong Quân đội Hoa Kỳ, thường đóng quân ở nhiều quốc gia nơi Hoa Kỳ có các cơ sở quân sự.  Custodio và những người khác trong gia đình sẽ đi cùng ông ta trong các nhiệm vụ ở nước ngoài. Custodio bắt đầu giáo dục tiểu học của mình ở Đài Loan. Bà cũng đã tham dự các trường học ở New Jersey, Iran và Paraguay.
Gia đình trở về Puerto Rico khi bà 15 tuổi. Bà tốt nghiệp trung học năm 16 tuổi, và ngay lập tức được nhận vào Đại học Puerto Rico. Cha của Custodio, và tất cả những chuyến du lịch mà bà đã được đi khi còn nhỏ, là những yếu tố chính trong sự lựa chọn nghề nghiệp của bà - bà quyết định gia nhập quân đội. Khi còn học đại học, bà đã cố gắng tham gia vào trường đại học ROTC (Quân đoàn dự bị đào tạo), nhưng tại thời điểm đó, chỉ có đàn ông được nhận vào chương trình.